# Сан-Кристофоро (гора)
Сан-Кристофоро (итал. San Cristoforo) — гора в Сан-Марино. Находится между Фьорентино и Монтеджардино.
На горе находился замок Торричелла, построенный около 1140 и уничтоженный в 1465 году.